# Confederação dos Povos das Montanhas do Cáucaso
A Confederação dos Povos das Montanhas do Cáucaso (em russo:  Конфедерация горских народов Кавказа; até 1991 conhecida como Assembleia dos Povos da Montanha do Cáucaso) foi uma organização política militarizada no Cáucaso, ativa na época anterior ao colapso da União Soviética e depois, entre 1989 e 2000. Teve um papel decisivo na guerra entre a Abecásia e a Geórgia de 1992-1993, reunindo militantes das repúblicas do Cáucaso do Norte. Suas forças foram acusadas pela Geórgia de cometer crimes de guerra, incluindo a limpeza étnica de georgianos. A Confederação está inativa desde o assassinato de seu segundo líder, Yusup Soslanbekov, em 2000.

## Declínio
Após a guerra da Abecásia, a Confederação entrou em um período de declínio devido em grande parte às contendas entre as facções pró e anti-Kremlin. Passou por um breve renascimento em dezembro de 1994, quando Shanibov reuniu milhares de pessoas em todo o Cáucaso do Norte as estradas que levavam a Grozny para proteger o governo separatista em Itchkeria, então sob ameaça de invasão russa. No entanto, a mudança de poder na república natal de Shanibov, Kabardino-Balkaria, em favor de um líder fortemente pró-Moscou o impediu de exercer qualquer influência política na região, forçando-o a se retirar da política em 1996. Desde então, a organização tem não teve nenhum papel nos assuntos do Cáucaso.   Nunca se desfez, mas está completamente inativa desde que o sucessor de Shanibov, Yusup Soslambekov, foi assassinado em Moscou em 27 de julho de 2000. 